# 拉基帕爾鎮區 (明尼蘇達州拉基帕爾縣)
拉基帕爾鎮區（英語：Lac qui Parle Township）是位於美國明尼蘇達州拉基帕爾縣的一個行政鎮區。

## 地方資料
拉基帕爾鎮區的面積為81.51平方千米，當中陸地面積為74.26平方千米，而水域面積為7.25平方千米。根據2020年美國人口普查的數據，當地共有人口185人，而人口密度為每平方千米2.27人。